# الاعدان (الاعموس)

تعديل مصدري - تعديل

الاعدان محلة تابعة لقرية الاعموس، التابعة لعزلة بني على بمديرية حزم العدين إحدى مديريات محافظة إب في الجمهورية اليمنية، بلغ تعداد سكانها 48 حسب تعداد اليمن لعام 2004.